# Gnadenkirche (Berlin-Wilhelmstadt)

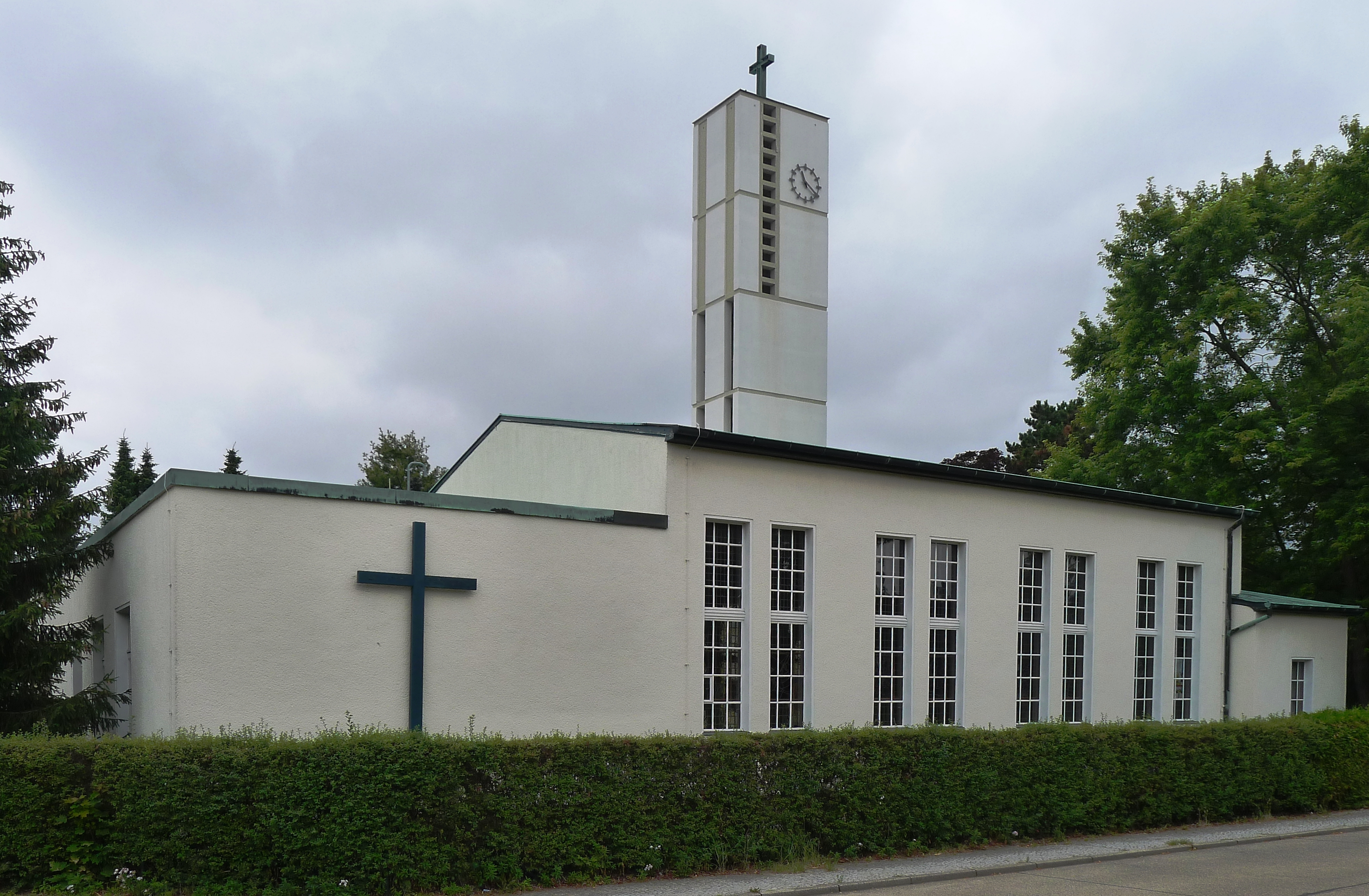
Gnadenkirche

Die evangelische Gnadenkirche steht in der Jaczostraße 52 der Berliner Ortslage Pichelsdorf im Ortsteil Wilhelmstadt des Bezirks Spandau. Die Saalkirche gehört zu einem Gebäudekomplex, der zwischen 1946 und 1957 in vier Bauabschnitten entstand. Der denkmalgeschützte Gebäudekomplex wurde von Carl Theodor Brodführer im Architekturstil der Nachkriegsmoderne entworfen.

## Geschichte
Die Kirchengemeinde Pichelsdorf wurde am 1. Oktober 1942 von der Gemeinde der Melanchthon-Kirche abgetrennt. Ihre Gottesdienste feierte sie in einer 1928 errichteten Kapelle an der Scharfen Lanke, die am 26. November 1943 zerstört wurde. Nach dem Zweiten Weltkrieg initiierte die Weltmissionskonferenz ein Bauprogramm für provisorische Barackenkirchen, das allerdings schon zu Beginn des Jahres 1947 wieder eingestellt wurde. Diese Behelfskirchen waren aber zu klein für die schnell wachsenden Gemeinden in der Großstadt. Als Alternative hatte Otto Bartning vier Grundtypen von Notkirchen als Fertighaus entwickelt, die im Vergleich zu den Barackenkirchen doppelt so viel Menschen aufnehmen konnten. Sie sollten nach Fertigstellung der endgültigen Gebäude wieder abgebaut werden. In Pichelsdorf wurde jedoch auf den Bau einer provisorischen Notkirche verzichtet. Dort entstand auf kircheneigenem Gelände ein Gebäude, das auf Dauer bestehen bleiben sollte. Es war der erste kirchliche Neubau der Nachkriegszeit. Die Baukosten wurden auf nur 12.000 Mark veranschlagt, weil ein Teil der Baustoffe von der zerstörten Kapelle verwendet werden konnte.
Die Grundsteinlegung für die neue Kapelle des künftigen Gemeindezentrums war am 9. Juni 1946. Am ersten Adventssonntag, dem 1. Dezember 1946, wurde das Bauwerk mit dem provisorischen Gottesdienstraum eingeweiht. Die Baukosten wurden um 6000 Mark überschritten. An der Fassade zum Roedeliusweg stand früher neben einem Kreuz in großen Lettern „Heimkehr zum Evangelium – Einkehr in die Fülle der Gnade“, passend zum Namen der Kirche. Heute sieht man dort noch ein großes Kreuz. 1951 wurde das Langhaus fertiggestellt. Aus der Kapelle wurde der Gemeindesaal. Später wurde ein Jugendraum angebaut, der heute von einer Halbtagskita genutzt wird. In einem weiteren Bauabschnitt entstand die rechteckige Altarnische. In den 1960er Jahren kamen das Pfarrhaus und ein hoher freistehender Glockenturm hinzu. Im Jahr 1995 wurde das Bauensemble um einen freistehenden Bau neben dem Glockenturm mit Räumen für Gemeindeveranstaltungen sowie Büroräumen ergänzt (Arche).
Im Jahr 2002 vereinigte sich die Gemeinde mit der benachbarten Gemeinde, der Laurentiuskirchengemeinde, zur neuen Weinbergkirchengemeinde.

## Baubeschreibung

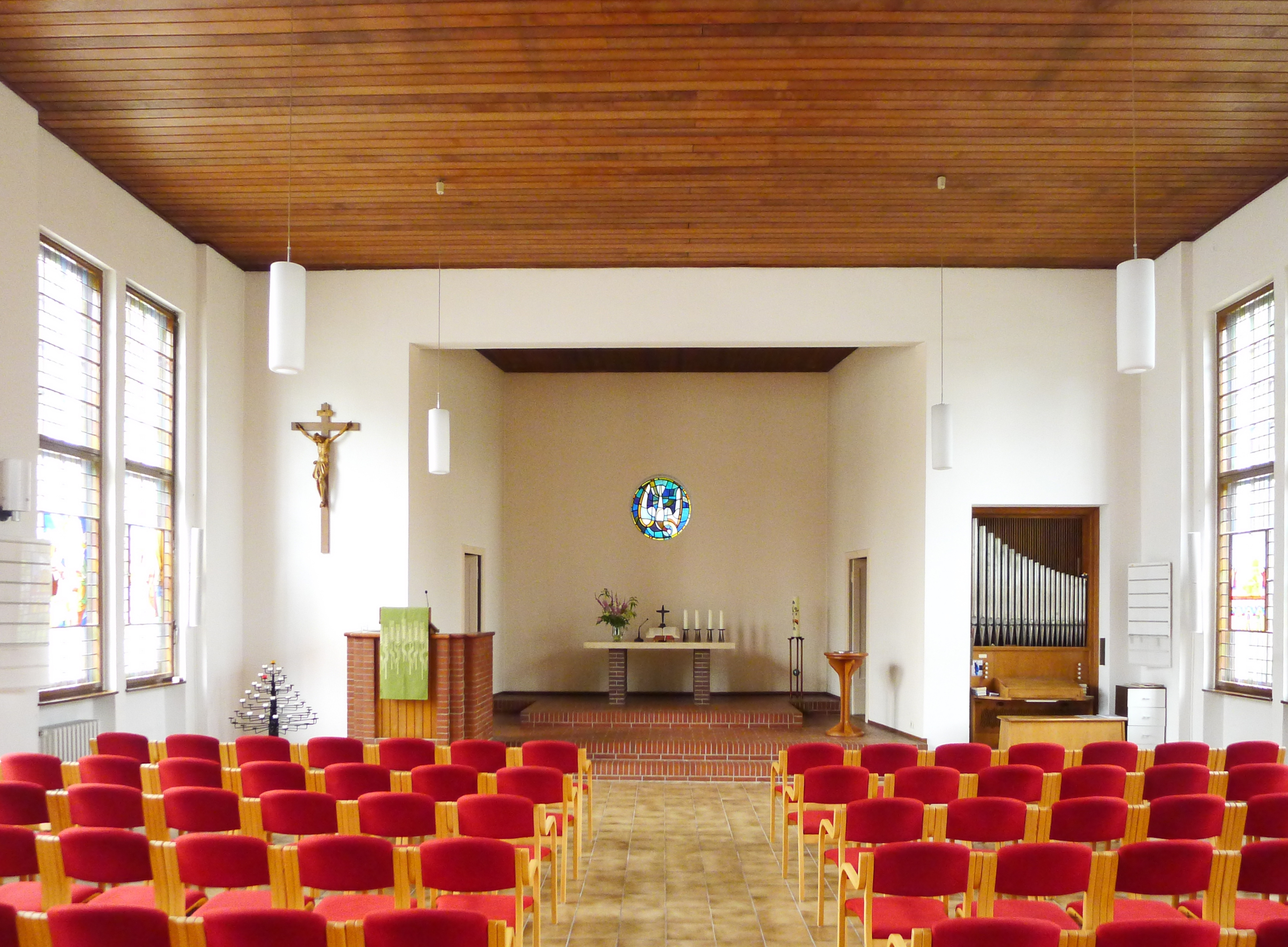
Der Kirchsaal

Hinter dem Eingang in das Gebäude liegt ein Vorraum. Vor ihm befinden sich westlich der Jugendraum bzw. die Halbtagskita, östlich der Gemeindesaal und nach Norden der Kirchsaal, der größte Raum mit einem flach geneigten Satteldach. Drei Doppelflügeltüren verbinden den Gemeindesaal mit dem Kirchsaal, an dessen Stirnseite die Altarnische liegt. Jedes seiner vier Joche, die durch angedeutete Pfeiler gegliedert sind, hat beidseitig Zwillingsfenster, die Altarnische hat ein rundes Fenster mit einer Darstellung des Heiligen Geistes in Gestalt einer Taube. Die Glasfenster schufen Berta Katharina Lassen und Paul Loebelmann. Der Raum besitzt eine flache Holzdecke. Der schlichte Altar hat zwei Stützen aus Ziegeln, die eine einfache Steinplatte tragen, und steht auf einer dreistufigen verklinkerten Estrade. Auch die Kanzel ist aus Ziegeln gemauert.

## Geläut
Der hohe Glockenturm auf quadratischem Grundriss wurde 1965 nach einem Entwurf des Architekten Werner Scholz errichtet. Er ersetzt den Glockenträger aus Profilstahl, in dem eine Glocke hing, die 1949 von Franz Schilling gegossen wurde und 1965 an die neu gegründete Radelandgemeinde abgegeben wurde. Das aus drei Bronzeglocken bestehende Geläut in der Glockenstube wurde 1965 von der Glocken- und Kunstgießerei Rincker gegossen.
| Glocke | Schlagton | Gewicht | Durchmesser | Höhe  | Inschrift |
| ------ | --------- | ------- | ----------- | ----- | --- |
| 1      | h′        | 380 kg  | 87 cm       | 74 cm | O, LAND, LAND, LAND, HÖRE DES HERRN WORT! + JER. 22,29.                                                               |
| 2      | cis′′     | 277 kg  | 78 cm       | 60 cm | DAS WORT WARD FLEISCH UND WOHNTE UNTER UNS UND WIR SAHEN SEINE HERRLICHKEIT VOLLER GNADE UND WAHRHEIT! + JOHAN. 1,14. |
| 3      | dis′′     | 198 kg  | 69 cm       | 52 cm | IHR WERDET DIE KRAFT DES HEILIGEN GEISTES EMPFANGEN UND WERDET MEINE ZEUGEN SEIN! + APOST.-GESCH. 1,8.                |

## Orgel
Die 1958 angeschaffte Orgel ist ein Werk der Firma E. F. Walcker & Cie. Sie wurde 2006 von der Orgelbau-Firma Klein überarbeitet. Die Disposition lautet wie folgt:
| I Manual C–g3 |    |  |
| Rohrflöte     | 8′ |  |
| Prinzipal     | 4′ |  |
| Mixtur II–III |    |  |

| II Manual C–g3 |       |  |
| Gedackt        | 8′    |  |
| Nachthorn      | 4′    |  |
| Schwiegel      | 2′    |  |
| Quinte         | 1 ⁄3′ |  |

| Pedal C–f1 |     |  |
| Subbass    | 16′ |  |

- Koppeln: I/II, I/P, II/P